# Ninjaman
Um dos DJs de dancehall mais populares dos anos 80 e início dos anos 90, Ninjaman também foi talvez o mais controverso, graças às suas, muitas vezes violentas, letras pro-armas. Sua imagem de bad boy ofuscou o fato de que ele era um talentoso letrista de freestyle. Além disso, ele caíu em comentário social, algumas vezes, protestando contra a guerra e as duras realidades da vida no gueto, em vez de exaltar sua violência. Até o final dos anos 90, Ninjaman viveu de polêmicas devido a sua turbulenta vida pessoal, a sua música, mas mesmo que suas gravações tenham causado problemas, ele permaneceu popular e continúa no topo da lista de cantores de dancehall jamaicano. Em 2017, ele recebeu a condenação à prisão perpétua por assassinato. 

## O início
Ninjaman, mais conhecido como Desmond John Ballentine nasceu em 20 de janeiro de 1966, em Annotto Bay, na província jamaicana de St. Mary. Sua família mudou-se para Kingston, quando ele tinha 11 anos, e ele começou a "discotecar" um ano depois, sob o nome de Feioso. Iniciou como DJ para o Soundsistem Black Culture. Depois trabalhou para a organização Kilimanjaro, no início dos anos 80. No início, ele mudou seu nome para Uglyman, e depois para Ninjaman quando outro artista do mesmo nome, veio tirar satisfações. A organização Kilimanjaro começou sua própria gravadora, e em 1987 Ninjaman teve a chance de produzir seu primeiro material de estúdio "Protection", seu primeiro single, um dueto com Courtney Melody. Foi um sucesso, e rendeu mais participações sob produção de Lloyd Dennis em 1988, mais notavelmente "Cover Me", com Tinga Stewart e "Zig It Up" com Flourgon.

## Carreira
Ao longo dos próximos anos, Ninjaman trabalhou com uma variedade de produtores, incluindo o King Jammy, Philip "Fatis" Burrell, Redman, Kamoze Ini, Bobby Digital, Gussie Clarke, e Steely & Clevie, entre outros. Seus sucessos ao longo dos anos 1989-1992 estabeleceu sua imagem como um dos "rude boys" mais perigosos do momento: as músicas polêmicas, como: Murder Dem, Alvará de Bury, Clash Border, Laugh e Grin (Ninja Mad), Try the High Power,My gun, Above the Law, Reality Yuh Quer. Ele também continuou a cortar duetos com parceiros como Cocoa Tea, Gregory Isaacs, e Linval Thompson, e uniu-se com Shabba Ranks e Tibett almirante em Time is serious. Com a popularidade Ninjaman começou a aproximar-se de Ranks. Os dois iniciaram uma rivalidade, trocando farpas em muitas batalhas de freestyle. No auge de sua notoriedade, Ninjaman batizou-se com a denominação alternativa Tooth Original Frente, Dente de Ouro, Gun Pon Tooth Don Gorgon, e inspirou uma legião de imitadores com seus próprios nomes "ninja-temáticos".

## A queda
Em 1993, no entanto, a pessoa de rude boy de Ninjaman estava começando a estimular uma reação. Criticado como irresponsável, ele achou que seria cada vez mais difícil conseguir gravar ou realizar shows. Ele trabalhou com os produtores Henry "Junjo" Lawes e Junior Reid, durante este período, o impulso de sua carreira foi desaparecendo rapidamente, e em meados da década de 90 sua atividade de gravação tinha acabado, substancialmente. Lutando contra problemas com o crack, em 1997 Ninjaman tornou-se um cristão nascido de novo, e começou a executar reggae gospel. Músicas que falavam do nome de Irmão Desmond. O interruptor não estava totalmente permanente, no entanto, levando à condenação de alguns na comunidade cristã da Jamaica.

## Problemas
Isso foi apenas o começo de uma série de incidentes que mantiveram o nome de Ninjaman nas manchetes, apesar do declínio de sua carreira a gravação. Fiel ao personagem que interpretou no filme Cop Terceiro Mundo, de 1999, ele teve vários desentendimentos com a lei, durante o final dos anos 90, entre outras alegações, ele foi acusado de estuprar uma mulher com uma faca em sua casa, e - o mais sério -, assassinato de um taxista no final de 1999. Ele foi absolvido nessas acusações, mas condenado por posse ilegal de arma de fogo e munição, e sentenciado a um ano de prisão (também no final de 1999). Enquanto servia sua sentença, Ninjaman teria sido agredido por guardas na prisão por tentativa de proteger seu companheiro de cela de uma surra. As coisas não se acalmam após a sua libertação, em julho de 2001, ele foi levado às pressas para um hospital depois de sofrer vários ferimentos de facão, alguns na cabeça, de uma família associam tentando quebrar uma disputa física entre ele e sua common- esposa lei. (Mais tarde ele foi acusado de agressão doméstica.) Vários meses depois, ele foi preso por dirigir de forma irregular. No verão de 2002, ele foi preso novamente depois de um discurso inflamado palavrões atado no Reggae Carifest, o que resultou em ser excluído de compromissos nos festivais subseqüentes.